# Badener Tagblatt
Le Badener Tagblatt est un journal suisse qui a été édité à Baden de 1856 à 1996, date de sa fusion avec l’Aargauer Tagblatt pour former l’Aargauer Zeitung.

## Description
Il a toujours représenté l'aile droite du Parti radical-démocratique.